# Брин, Михаил Сергеевич
Михаи́л Серге́евич фон-Брин (25 февраля (9 марта) 1857 — 2 мая 1917) — нижегородский губернский предводитель дворянства в 1909—1917 годах, камергер, член Государственного совета по выборам.

## Биография
Сын генерал-лейтенанта Сергея Францевича фон-Брина родился 25 февраля (9 марта) 1857 года. Землевладелец Нижегородской губернии (родовые 3311 десятин).
По окончании Пажеского корпуса в 1878 году, был произведен из камер-пажей в прапорщики лейб-гвардии Семёновского полка. С 1887 года состоял полковым адъютантом. В 1891 году вышел в отставку в чине штабс-капитана.
28 января 1891 года был избран княгининским уездным предводителем дворянства, в каковой должности состоял до 1909 года. В 1892—1908 годах возглавлял также уездную земскую управу. Был ассистентом губернского предводителя дворянства при коронации Николая II 14 мая 1896 года. Кроме того, состоял почетным мировым судьей Княгининского уезда и почетным членом Московского археологического института. 6 декабря 1903 года награждён чином действительного статского советника. В 1908 году был вновь избран уездным предводителем дворянства и кандидатом Нижегородского губернского предводителя, в каковой должности был утвержден в следующем году и оставался до революции 1917 года. В 1913 году был пожалован в камергеры. Был членом «Кружка дворян, верных присяге». Участвовал в съездах Объединенного дворянства, в 1914—1917 годах входил в постоянный совет организации.
30 августа 1915 года избран членом Государственного совета от Нижегородского губернского земства на место А. Б. Нейдгарта. Входил в группу правого центра. С 1916 года состоял членом Сельскохозяйственного совещания.
Был холост. Умер 2 мая 1917 года. Был похоронен на Казанском кладбище при Нижегородском Крестовоздвиженском монастыре рядом с матерью Елизаветой Борисовной (? — 20.02.1907. 

## Награды
- Орден Святого Станислава 3-й ст. (1889)
- Орден Святого Станислава 2-й ст. (1892)
- Орден Святого Владимира 4-й ст. (1897)
- Орден Святой Анны 2-й ст. (по статуту, 1903)
- Орден Святого Владимира 3-й ст. (1908)
- Орден Святого Станислава 1-й ст. (1910)
- Орден Святой Анны 1-й ст. (1913)
- Орден Святого Владимира 2-й ст. (1916)
- медаль «В память коронации императора Николая II»
- медаль «За труды по первой всеобщей переписи населения»
- знак отличия «За труды по землеустройству»